# دلال مروة عاشور
دلال مروة عاشور (ولدت 3 نوفمبر 1994 بالبليدة، الجزائر ) هي لاعبة كرة طائرة جزائرية.
- النادي الأول والحالي  : نادي موزاية

الارتقاء في السحق : 2,79 م
الارتقاء في الصد : 2,73 م
- منتخب الجزائر لكرة الطائرة سيدات